# Wendell Corey
Wendell Reid Corey (* 20. März 1914 in Dracut, Massachusetts; † 8. November 1968 in Woodland Hills, Los Angeles, Kalifornien) war ein US-amerikanischer Schauspieler und Politiker.

## Leben und Karriere
Wendell Corey wuchs als Sohn des Pfarrers Milton Rothwell Corey und seiner Frau Julia Etta McKenney in Neuengland auf. Seinen Schulabschluss machte er in Springfield. Zunächst begann er seine Karriere auf der Theaterbühne, wo er Ende der 1930er-Jahre seine spätere Ehefrau Alice Wiley traf. Mit ihr hatte er vier gemeinsame Kinder – Jonathan, Jennifer, Bonnie Alice und Robin. Sein Broadway-Debüt gab er 1942 in Comes The Revelation. Nach mehreren Nebenrollen und dem ersten Theatererfolg in der Hauptrolle der Produktion Dream Girl von 1945 wurde er vom Produzenten Hal B. Wallis für Hollywood entdeckt. Er unterzeichnete einen Vertrag bei Paramount Pictures.
Mit seinem Filmdebüt 1947 in der Rolle eines eifersüchtigen Gangsters im Thriller Desert Fury – Liebe gewinnt konnte Corey sogleich auf sich aufmerksam machen. Im Laufe der folgenden Jahre wurde Corey zwar nie zu einem großen Hollywood-Star, etablierte sich aber mit diversen größeren Nebenrollen und einigen Hauptrollen als bekanntes Gesicht im amerikanischen Kino. Häufig spielte er starke und seriöse Charaktere. Er trat als Ehemann von Joan Crawfords selbstsüchtiger Fau in Die Lügnerin sowie als Filmpartner von Barbara Stanwyck in Strafsache Thelma Jordon und Die Farm der Besessenen auf. Seine dem heutigen Publikum wahrscheinlich bekannteste Rolle spielte Corey im Jahr 1954 als Polizist und alter Freund von James Stewarts Hauptfigur im Klassiker Das Fenster zum Hof unter Regie von Alfred Hitchcock. Er absolvierte Auftritte in fast allen Genres, so in Melodramen wie Hollywood-Story oder  Der Regenmacher, Western wie Gefährten des Grauens, Komödien wie Holiday Affair und Film noirs wie Du lebst noch 105 Minuten. In den 1960er-Jahren ließen die Filmangebote für ihn nach, und er spielte vermehrt in Fernsehserien. In seinem Todesjahr verkörperte er die Hauptrolle eines FBI-Agenten in dem Science-Fiction-Film Astro-Zombies – Roboter des Grauens. Zwischen Film- und Fernsehengagements kehrte er auch immer wieder auf die Bühne zurück, so hatte er wenige Wochen vor seinem Tod noch ein Engagement am Londoner West End.
Corey engagierte seit 1956 auch in der Politik und wurde 1965 als Republikaner in den Stadtrat von Santa Monica gewählt. Auch war von 1961 bis 1963 Präsident der Academy of Motion Picture Arts and Sciences, die alljährlich die Oscars verleiht, und war gleichzeitig Vorstandsmitglied der Schauspielergewerkschaft Screen Actors Guild. 1966 bewarb er sich um einen Sitz im Repräsentantenhaus der Vereinigten Staaten, doch er verlor bereits die Vorwahl seiner Partei, so dass er bis zu seinem frühen Ableben im Stadtrat verblieb.
Der Schauspieler war von 1939 bis zu seinem Tod mit Alice Nevin Wiley verheiratet, das Paar hatte vier Kinder. Am 8. November 1968 starb Wendell Corey im Alter von 54 Jahre; zeitgenössische Quellen sprachen von einer Leberkrankheit, er starb jedoch an einer Leberzirrhose, die wahrscheinlich eine Folge seines jahrelangen Alkoholismus war. Er wurde auf dem North Becket Cemetery in Becket, Massachusetts, beigesetzt.

## Auszeichnungen
- 1960: Stern auf dem Hollywood Walk of Fame, Kategorie Fernsehen (bei 6328 Hollywood Boulevard)[9]

## Filmografie (Auswahl)
- 1947: Desert Fury – Liebe gewinnt (Desert Fury)
- 1947: Vierzehn Jahre Sing-Sing (I Walk Alone)
- 1948: Die Gezeichneten (The Search)
- 1948: Der Menschenfresser von Kumaon (Man-Eater of Kumaon)
- 1948: Du lebst noch 105 Minuten (Sorry, Wrong Number)
- 1949: Frau in Notwehr (The Accused)
- 1949: Hoher Einsatz (Any Number Can Play)
- 1949: Strafsache Thelma Jordon (The File on Thelma Jordon)
- 1949: Holiday Affair
- 1950: Mein Glück in deine Hände (No Sad Songs for Me)
- 1950: Die Farm der Besessenen (The Furies)
- 1950: Die Lügnerin (Harriet Craig)
- 1951: In Rache vereint (The Great Missouri Raid)
- 1951: Hübsch, jung und verliebt (Rich, Young and Pretty)
- 1951: Höllenreiter der Nacht (The Wild Blue Yonder)
- 1952: Gefährten des Grauens (The Wild North)
- 1952: Stärker als Ketten (Carbine Williams)
- 1953: Weiße Herrin auf Jamaica (Jamaica Run)
- 1953: Anna von Singapur (Laughing Anne)
- 1954: Razzia im Chinesenviertel (Hell’s Half Acre)
- 1954: Das Fenster zum Hof (Rear Window)
- 1955: Hollywood-Story (The Big Knife)
- 1956: Blutige Hände (The Killer Is Loose)
- 1956: Ein Fetzen Leben (The Bold and the Brave)
- 1956: Anklage: Hochverrat (The Rack)
- 1956: Der Regenmacher (The Rainmaker)
- 1956–1960: Abenteuer im wilden Westen (Zane Grey Theater, Fernsehserie, 3 Folgen)
- 1957: Gold aus heißer Kehle (Loving You)
- 1957–1958: Alarm im Hafen (Harbor Command, Fernsehserie, 39 Folgen)
- 1958: Das Herz eines Indianers (The Light in the Forest)
- 1958: Alfred Hitchcock präsentiert (Alfred Hitchcock Presents, Fernsehserie, Folge Poison)
- 1959: Ein Schuß und 50 Tote (Alias Jesse James)
- 1959: Peck’s Bad Girl (Fernsehserie, 14 Folgen)
- 1961: Westinghouse Playhouse (Fernsehserie, 26 Folgen)
- 1961: Die Unbestechlichen (The Untouchables, Fernsehserie, Folge Power Play)
- 1962–1963: The Eleventh Hour (Fernsehserie, 29 Folgen)
- 1964: Goldfieber (Blood on the Arrow)
- 1965: Geächtet (Branded, Fernsehserie, Folge The Mission: Part 3)
- 1966: Im Auftrag von H.A.R.M. (Agent for H.A.R.M.)
- 1966: Perry Mason (Fernsehserie, Folge The Case of the Unwelcome Well)
- 1966: Das Steinzeitsyndrom (Women of the Prehistoric Planet)
- 1966: Wyoming-Bravados (Waco)
- 1966: Cyborg 2087
- 1966: Das Kabinett der blutigen Hände (Picture Mommy Dead)
- 1967: Der blutige Westen (Red Tomahawk)
- 1968: Verrückter wilder Westen (The Wild Wild West, Fernsehserie, Folge The Night of the Death-Maker)
- 1968: Astro-Zombies – Roboter des Grauens (The Astro-Zombies)
- 1968: Shadok (Buckskin)
- 1968: The Star Maker (unveröffentlicht)